# Mistrzostwa świata juniorów w szachach

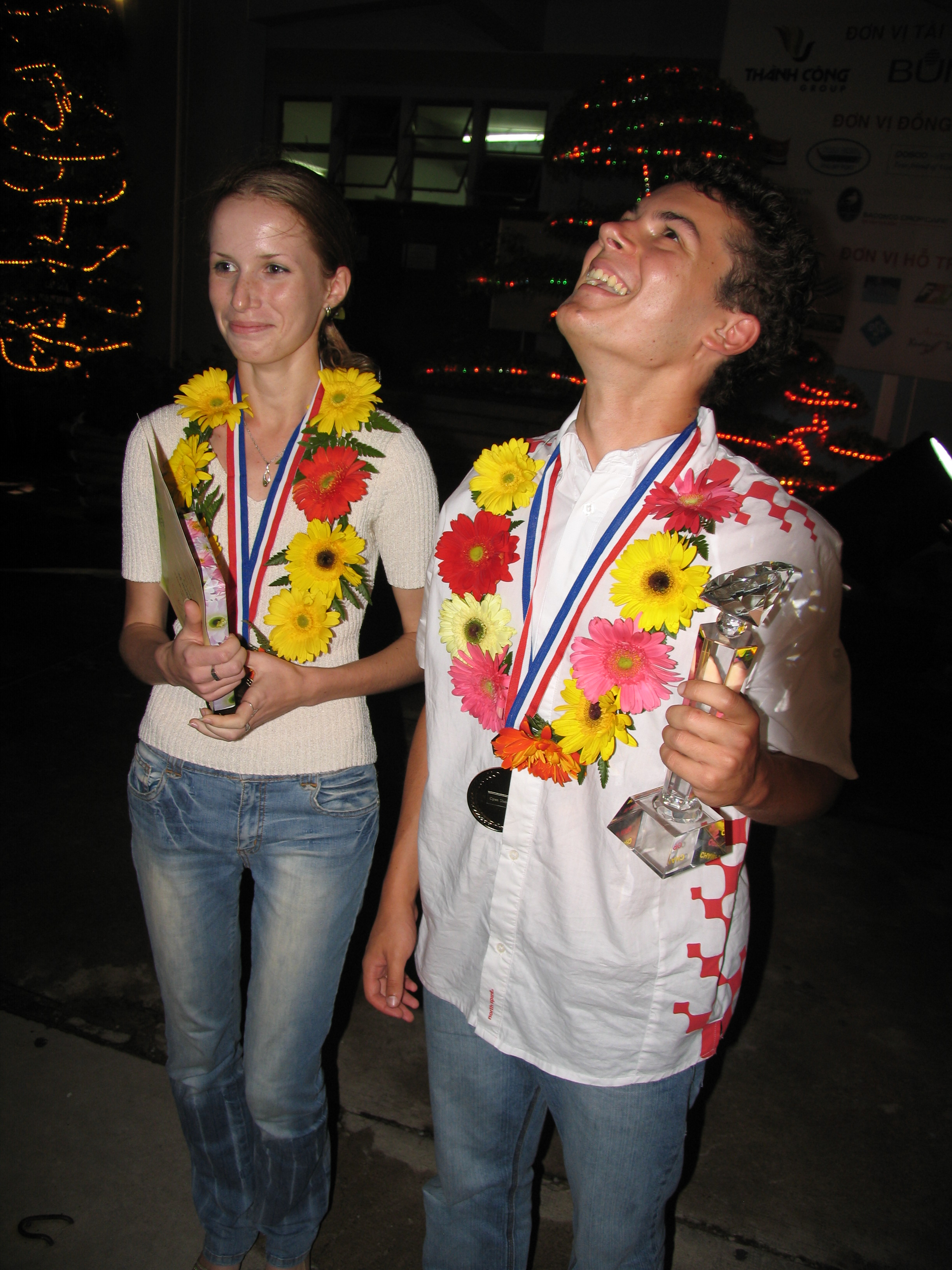
Valentina Golubenko reprezentantka Estonii na mistrzostwach świata i Europy juniorek oraz Ivan Šarić reprezentant Chorwacji na mistrzostwach świata i Europy juniorów

Mistrzostwa świata juniorów w szachach – zawody szachowe organizowane przez Międzynarodową Federację Szachową (FIDE), rozgrywane w grupach wiekowych do 8, 10, 12, 14, 16, 18 i 20 lat.
Najstarsze i najbardziej prestiżowe są turnieje w kategorii do 20 lat, po raz pierwszy zorganizowane w 1951 r. Przez długi czas były one jedynymi spośród obowiązujących współcześnie kategorii. Dopiero w latach 1974 – 1980 (do 1976 jako Puchar Świata młodzików) rozgrywano turnieje w kategorii młodzików (do 17 lat), od 1981 r. zmieniając kategorię wiekową na 16 lat. W 1985 r. odbyły się pierwsze mistrzostwa w grupie do 14 lat, w 1986 r. – do 10 i 12 lat, a w 1987 – do 18 lat, choć turniej ten nie posiadał statusu oficjalnych mistrzostw świata (nosił nazwę Pucharu świata juniorów do lat 18); oficjalne mistrzostwa w tej kategorii wiekowej po raz pierwszy odbyły się w 1989 r. Najkrótszą historię mają mistrzostwa świata do lat 8 – po raz pierwszy rozegrane zostały w 2006 r.

## Mistrzostwa świata juniorów w poszczególnych kategoriach wiekowych
- mistrzostwa świata juniorów do lat 8 w szachach
- mistrzostwa świata juniorów do lat 10 w szachach
- mistrzostwa świata juniorów do lat 12 w szachach
- mistrzostwa świata juniorów do lat 14 w szachach
- mistrzostwa świata juniorów do lat 16 w szachach (oraz do lat 17)
- mistrzostwa świata juniorów do lat 18 w szachach
- mistrzostwa świata juniorów do lat 20 w szachach

## Osiągnięcia medalowe polskich zawodników
- aktualizacja: wrzesień 2014 (po MŚJ 10-18)

| Medale           | Zawodnicy (rok, grupa wiekowa) |
| ---------------- | --- |
| złote (19)       | Agnieszka Brustman (1982, do 20 lat) Marcin Kamiński (1989, do 12 lat) Krystyna Dąbrowska (1989, do 16 lat) Marcin Kamiński (1991, do 14 lat) Dalia Blimke (1991, do 12 lat) Iweta Radziewicz (1992, do 12 lat) Krystyna Dąbrowska (1992, do 20 lat) Robert Kempiński (1995, do 18 lat) Kamil Mitoń (1996, do 12 lat) Marta Zielińska (1996, do 18 lat) Jolanta Zawadzka (2004, do 18 lat) Klaudia Kulon (2004, do 12 lat) Radosław Wojtaszek (2004, do 18 lat) Klaudia Kulon (2006, do 14 lat) Jacek Tomczak (2006, do 16 lat) Jan-Krzysztof Duda (2008, do 10 lat) Kamil Dragun (2010, do 16 lat) Dariusz Świercz (2011, do 20 lat) Dariusz Świercz (2012, do 18 lat) |
| srebrne (24)     | Jolanta Rojek (1981, do 16 lat) Monika Bobrowska (1988, do 10 lat) Hanna Jabłońska (1989, do 12 lat) Jacek Gdański (1989, do 20 lat) Monika Bobrowska (1990, do 12 lat) Dorota Iwaniuk (1994, do 14 lat) Paweł Blehm (1994, do 14 lat) Kamil Mitoń (1997, do 14 lat) Joanna Dworakowska (1997, do 20 lat) Iweta Radziewicz (1998, do 20 lat) Kamil Mitoń (2000, do 20 lat) Karina Szczepkowska (2003, do 16 lat) Joanna Majdan (2004, do 16 lat) Radosław Wojtaszek (2005, do 18 lat) Aleksandra Lach (2005, do 10 lat) Aleksandra Lach (2006, do 12 lat) Jolanta Zawadzka (2007, do 20 lat) Marcel Kanarek (2007, do 14 lat) Klaudia Kulon (2008, do 16 lat) Aleksandra Lach (2009, do 14 lat) Kamil Dragun (2009, do 14 lat) Jan-Krzysztof Duda (2009, do 12 lat) Daniel Sadzikowski (2010, do 16 lat) Oliwia Kiołbasa (2014, do 14 lat) |
| brązowe (17)     | Joanna Jagodzińska (1983, do 20 lat) Olimpia Bartosik (1988, do 12 lat) Olimpia Bartosik (1989, do 14 lat) Bartłomiej Macieja (1991, do 14 lat) Joanna Worek (2001, do 16 lat) Radosław Wojtaszek (2002, do 16 lat) Aleksandra Lach (2004, do 10 lat) Anna Iwanow (2005, do 10 lat) Jacek Stopa (2005, do 18 lat) Joanna Majdan (2005, do 18 lat) Beata Kądziołka (2005, do 20 lat) Dariusz Świercz (2008, do 14 lat) Michał Olszewski (2009, do 20 lat) Kacper Piorun (2009, do 18 lat) Dariusz Świercz (2010, do 20 lat) Jan-Krzysztof Duda (2010, do 12 lat) Paweł Teclaf (2013, do 10 lat) |
| Razem: 60 medali | |